# Voiture DEV
Pour les articles homonymes, voir DEV.
Les voitures DEV sont des voitures issues d'un programme de la division des études des voitures visant à doter la SNCF d'un parc unifié de voitures express au sortir de la Seconde Guerre mondiale pour remplacer les séries issues des anciennes compagnies.
Ces voitures ont été déclinées en 2 versions distinctes :
- les DEV AO : voiture à caisse en acier ordinaire ou Forestier (nom du directeur de la DEV en 1946)
- les DEV Inox : voiture à caisse en acier inoxydable

Ces voitures ont existé en deux longueurs de caisse. De nos jours[Passage à actualiser], celles-ci disparaissent peu à peu du paysage ferroviaire et se retrouvent dans les trains de service moyennant parfois des modifications.
- DEV courte : longueur de caisse 22,286 m
- DEV longue : longueur de caisse 24,036 m